# 施巴斯坦·薛迪
施巴斯坦·薛迪（Sebastián Setti，1984年2月9日—），生于布宜諾斯艾利斯，阿根廷职业足球运动员，现效力于中國超級足球聯賽球会長春亞泰。

## 球會生涯
薛迪出身於阿根廷著名球會小阿根廷人，艾馬格羅和巴拉圭的瓜蘭尼。2008年，他轉到比利時球會安特衛普。在2008年8月14日，他取得了他在球會的第一個進球。
2010年3月，薛迪轉到中國聯賽發展，並與長春亞泰簽約。他在3月27日對遼寧隊的賽事首度登場。

## 連結
- Profile at soccerway.com （页面存档备份，存于）